# فومییوکی کاندا
فومییوکی کاندا (انگلیسی: Fumiyuki Kanda؛ زادهٔ ۲۹ سپتامبر ۱۹۷۷) بازیکن فوتبال اهل ژاپن است.